# Emmesomia parallelaria
Emmesomia parallelaria là một loài bướm đêm trong họ Geometridae.